# Néstor Abad
Néstor Abad Sanjuan (Alcoy, 29 marzo 1993) è un ginnasta spagnolo.

## Carriera
Ha preso parte ad ogni edizione dei Mondiali sin dal suo debutto nel 2013. Ha inoltre partecipato ai Giochi olimpici di Rio de Janeiro 2016 e Tokyo 2020.

## Palmarès
| Anno | Manifestazione            | Sede      | Evento    | Risultato | Prestazione | Note |
| ---- | ------------------------- | --------- | --------- | --------- | ----------- | ---- |
| 2010 | Giochi olimpici giovanili | Singapore | Sbarra    | Argento   | 14 125 p.   |      |
| 2010 | Giochi olimpici giovanili | Singapore | Volteggio | Bronzo    | 15 450 p.   |      |
| 2010 | Giochi olimpici giovanili | Singapore | Anelli    | Bronzo    | 14 150 p.   |      |
| 2013 | Giochi del Mediterraneo   | Mersin    | Volteggio | Oro       | 14 833 p.   |      |
| 2013 | Giochi del Mediterraneo   | Mersin    | Squadre   | Oro       | 261 229 p.  |      |
| 2018 | Giochi del Mediterraneo   | Tarragona | Sbarra    | Bronzo    | -           |      |
| 2018 | Giochi del Mediterraneo   | Tarragona | Squadre   | Oro       | 250 550 p.  |      |